# Ilir Shaqiri
Ilir Shaqiri (Tirana, 12 aprile 1973) è un ballerino, coreografo insegnante di danza e direttore artistico albanese naturalizzato italiano.

## Biografia
Diplomato presso l'Accademia delle Arti di Tirana, ha completato la formazione alla scuola del Teatro dell'Opera e del Balletto di Skopje e successivamente presso la Scuola di Ballo del Teatro alla Scala di Milano. Ha iniziato la carriera come solista all 'Opera di Tirana, interpretando ruoli in opere come Il lago dei cigni, Lo schiaccianoci e Giselle. 
Negli anni ’90 si è trasferito in Italia, partecipando a programmi televisivi tra cui Buona Domenica, Amici di Maria De Filippi e Ballando con le stelle. Ha collaborato con coreografi come Gino Landi, Franco Miseria e Steve La Chance, e con artisti come Anbeta Toromani e Kledi Kadiu.
Nel 2021 ha partecipato alla prima edizione del reality Big Brother VIP Albania, di cui è risultato vincitore. Successivamente è stato giudice nel programma Dancing with the Stars Albania.
Nel 2023 ha aperto una scuola di danza a Tirana e nel 2025 ha ideato e condotto il talent show Yjet Shqiptarë të Diasporës, dedicato a giovani talenti albanesi all'estero, trasmesso su Top Channel.

## Filmografia

### Televisione
- La Corrida - Dilettanti allo sbaraglio (Canale 5, 1993) – ballerino professionista
- La sai l'ultima? (Canale 5, 2000) – ballerino professionista
- C'è posta per te (Canale 5, 2000-2003, 2005) – ballerino professionista
- Buona Domenica (Canale 5, 2000-2003) – ballerino professionista
- Saranno famosi (Canale 5, 2001) – ballerino professionista
- Amici di Maria De Filippi (Canale 5, 2000-2007) – ballerino professionista
- Dancing with the Stars - Edizione Albanese (Vizion Plus, 2012-2018) – presidente di giuria
- Tú sí que vales - Edizione d'Italia seconda edizione - nona puntata (Canale 5, 2012-2018) – ballerino, partecipante con suo figlia Emily
- Big Brother Vip Albania - Edizione Albanese (Top Channel, 2021-2022) – vincitore della prima edizione
- Dancing with the Stars (Top Channel, 2023) – presidente di giuria
- Yjet Shqiptarë të Diasporës (Top Channel, 2025) – ideatore e conduttore

### Videoclip
- E non sai di Alexia (2009) – ballerino nel videoclip

## Teatro

### Ballerino
- Lo Schiaccianoci (Teatro dell'Opera di Skopje, 1991) – ballerino
- Giselle (Teatro dell'Opera di Skopje, 1991) – ballerino
- Lola (Teatro dell'Opera di Skopje, 1991) – ballerino
- Don Chisciotte (Teatro dell'Opera di Skopje, 1992) – ballerino
- Il lago dei cigni (Teatro dell'Opera di Skopje, 1992) – solista
- Pink Floyd (Teatro dell'Opera di Skopje, 1992) – solista
- Carmina Burana (Teatro dell'Opera di Skopje, 1992) – solista
- Rugantino (regia di Gino Landi, 2007) – Rugantino
- Il silenzio dei sogni (regia di Giulio Base, 2007) – protagonista (Georgi)

## Coreografie
- La Città dell'Utopia (regia di Gianpiero Francese) – musical
- Giulietta e Romeo (regia di Claudio Insegno) – musical
- Chiedimi se voglio la Luna (regia di Claudio Insegno) – musical
- La farfalla Lily (regia di Claudio Insegno) – musical
- Quel pazzo pullman della danza – musical
- Telethon 2008 – musical
- 30° anniversario fondazione Freddy '76 – musical
- Have a dream – musical
- Dreaming – musical
- Per non dimenticare – musical
- Mazda MX5RF – direzione artistica e coreografia
- Mille e una energia – direzione artistica e coreografia
- Eni Energia – direzione artistica e coreografia
- Dance Dance Dance – coreografia

## Premi e riconoscimenti
- 2003 – Onorificenza di "Ambasciatore dell'Albania nel Mondo", conferita dal Presidente della Repubblica d'Albania, Alfred Moisiu
- 2006 – Miglior Personaggio Televisivo, assegnato dalla rivista italiana TV-Radio Corriere

## Vita privata
Nel 2000 ha conosciuto l'attrice italiana Emanuela Morini durante una trasmissione televisiva a Milano. La coppia si è sposata e risiede a Roma con la figlia Emily.